# Joachim von Düben
Joachim von Düben młodszy (ur. 21 października 1708, zm. 27 stycznia 1786) – szwedzki baron, ambasador i polityk. 
Jego ojcem był Joachim von Düben starszy (1671-1730). Został sekretarzem stanu (statssekreterare) w 1759. Był przewodniczącym Szwedzkiej Rady Królewskiej od 22 kwietnia 1772 do 22 sierpnia 1772. Zwycięski zamach stanu, jaki przeprowadził Gustaw III w sierpniu 1772, spowodował odwołanie ze stanowiska powiązanego z prorosyjską frakcją Mösspartiet von Dübena. Odznaczony Orderem Gwiazdy Polarnej.